# Stefan Filey
Pour les articles homonymes, voir Filey (homonymie) et Filet.
Stefan Filey, nom d'artiste de Stephane Filet, est un chanteur, pianiste et auteur-compositeur-interprète de soul, Gospel, R'n'B français né le 4 juillet 1972 à Maisons-Laffitte dans le département des Yvelines. Il fait partie de la première vague du courant R'n'B français, qui émergea au milieu des années 90, et est l'un des pionniers de la NU Soul.

## Biographie
Stefan Filey est né le 4 juillet 1972 à Maisons-Laffitte dans le département des Yvelines. Né d'un père martiniquais, employé de banque, et d'une mère, guadeloupéenne, fonctionnaire à la Sécurité sociale, il est le second garçon d'une fratrie de trois enfants. De religion adventiste du septième jour, les enfants Filet grandissent au rythme hebdomadaire des cultes chantés. Stefan Filey est marie a la photographe Laetitia Duarte.Ils ont deux enfants,le joueur de football Elias Filetet Ana artiste chanteuse musicienne.
A l'adolescence, il fonde avec Rycko, son frère cadet, et quatre autres amis, le groupe de gospel Sweetness. C'est avec ce groupe qu'il fera les premières parties des concerts en Lausanne de l' HIStory World Tour de Michael Jackson.
Parallèlement, il évolue avec le groupe Absolutely Funk, initialement créé par Canal Plus pour accompagner Les Robins des Bois.
En 2000, Stefan décide de se consacrer à la musique soul et entreprend une carrière en solo. Vocalement comparé à Marvin Gaye ou Stevie Wonder, il devient l’un des tout premiers représentants de la scène soul française. Il s’illustre en accompagnant sur scène des artistes comme Golden Gate quartet, Barbara Hendricks, Céline Dion, Mariah Carey ou encore George Benson à l’Olympia en 2001.
Auteur-compositeur-interprète, il est aussi musicien et joue des percussions et du piano. Il fut d'ailleurs élève à la Bill Evans Piano Academy, de 2001 à 2003. Il est l'un des premiers français à revendiquer l'existence de la soul française avec la parution de son album « Soul Influences » sorti en 2002 chez Voix Publik/Barclay Universal. Pour le promouvoir, il donnera une série de concerts à travers la France, et notamment lors des premières parties du chanteur soul, originaire de Philadelphie, Bilal, d’Angie Stone à l’Elysée Montmartre (Paris), et de George Benson.
En studio, il participe à de nombreuses séances d'enregistrement avec Pascal Obispo, Nilda Fernandez, Christophe Mae, Patricia Kaas, Zaz, Yarol Poupaud.
En 2009, il sort l'EP « Confession of a Parisian Soulvivor » sous le label Lickshot/Wagram et participe à l'inauguration du Jamel Comedy Club.
Depuis  2011, année de sortie de son opus «The Lost Album », dans lequel figure la reprise de la chanson "Un autre monde" de Téléphone, il écume les différents clubs et scènes parisiennes, en lead, ou en première partie de groupe tel que Snarky puppy au Nouveau Casino et de Dwele au New Morning,.
En 2012, il devient répétiteur de l'émission Star Academy  sur NRJ12 où il accompagne également les élèves au piano pendant les primes.
En 2013, il intègre la tournée "Je veux du bonheur" de Christophe Maé, tout en travaillant à l’élaboration du projet intitulé « Now », fruit de ses rencontres avec de jeunes et talentueux beatmakers, qui sort au mois d'octobre de la même année. Celle-ci durera un an et compte plus de 120 dates.
C'est en 2015 qu'il devient l'un des choristes de Johnny Hallyday  et participe à la tournée "Rester Vivant Tour" : 120 dates de concerts dans des villes de France et d'Europe. Son nom figure sur le dernier album du célèbre rockeur français intitulé  "Mon pays c'est l'amour",.
De 2016 à 2017, il repart en tournée pour une centaine de dates avec Christophe Maé pour " L'Attrape-rêves Tour ".
Depuis septembre 2017, il continue à se produire en concert sur des scènes live, anime des ateliers soul à Paris, notamment au Plateaux Sauvages, et à La Fabrique Culturelle. Il exerce également en qualité de coach vocal, tout en préparant son nouvel album. Il collabore avec de nombreux artistes dont le bassiste Stéphane Castry pour des titres de son album Basstry Therapy ,.
En mars 2019, il participe à une tournée de Christophe Maé au Canada, qu'il accompagne en tant que pianiste et chanteur. Stefan Filey fait partie des 100 membres du jury du nouveau jeu télévisé "Together tous avec moi" qui débute sur M6 au mois d'avril 2019.
Il fait partie du collectif soul W.G.O. "What's Going On" avec lequel il se produit sur scène sous la direction musicale de Loïc Pontieux et Vincent Bidal.
En fin d'année, il travaille en tant que coach vocal, des acteurs Tahar Rahim  et Adil Dehbi, dans la série "The Eddy", réalisée et produite par l'oscarisé Damian Chazelle,.
Au mois de décembre, lors d'une émission sur France 24, il annonce un nouvel EP, intitulé La pluie est belle aussi, à paraître au début de 2020.
Depuis la sortie de son album, le 5 mars, Stefan Filey a entamé une tournée avec Christophe Maé.
En 2021, après les interruptions de concert dues à la crise sanitaire, le Christophe Maé Tour reprend. Stéfan Filey se produit en première partie,. On le retrouve également en télévision, comme invité de Tony Chasseur pour un live concert, enregistré à l'Alhambra, et diffusé sur France Télévisions le 21 juin à l'occasion de la fête de la musique : Tony Chasseur fait son paris d'artiste.
En tant que compositeur, il apparaît sur l'album Rebirth de Ludovic Louis. Il participe à l'opération Pianos en Gare, organisée par la SNCF.
Le 25 décembre, il sort un titre medley, en hommage à Marvin Gaye, intitulé 11'22. Un concept Track pour lequel il enregistre les voix rythmiques, clavier et flûtes à son domicile, avec la participation du saxophoniste Allen Hoist.
En avril 2022,contacte par Say it Loud production, il réalise un rêve de gosse,jouer et chanter avec les Jb's lors de leur concert au New Morning a Paris.
Depuis le début de l'année 2022, Stéfan Filey intervient au Conservatoire de Vichy pour des masterclass tout public .
En 2023, il rejoint l'équipe des enseignants de l'Atelier Opéra-Off et les intervenants de l'école de chant nomade Vocal Voyage ,.
Musicalement, il collabore avec Christophe Maé pour l'album C'est drôle la vie, où il apparaît en tant que compositeur et choriste. Au début du mois de septembre, Stéfan sort un single instrumental intitulé Ativio song for G .
En fin d annee 2023 il sort "Qui de nous deux" une reprise de l artiste M.

### Débuts
Le groupe Sweetness, créé dans les années 90, participe à l'expansion du courant Gospel en France. Ce sextet vocal est composé de chanteurs de tessitures différentes : Thierry Battery, Rycko, Trice, Piero Battery, Wilny Jean Baptiste et Stefan, qui en est le ténor.
Le band enchaîne les concerts live et enregistre quelques titres en featuring d'artistes confirmés de la scène Hip-Hop, à l'exemple du titre Providence avec Oxmo Puccino ou encore Ooh Child avec Lady Laistee.
Pendant près de huit ans, Sweetness donnera près de 300 concerts. Repéré par le label BMG, le groupe signe son premier contrat chez ce major. Mais la production leur demande de gommer les références religieuses de leur texte, et cette formation musicale n'y survivra pas : le groupe se sépare.

## Discographie

### Albums studio
- 2020 : Ma Mixtape (Soulvivor)
- 2020 : La pluie est belle aussi (Soulvivor)
- 2013 : Now (Soulvivor)
- 2011 : The Lost Album (Soulvivor) sur lequel il a travaillé avec le trompettiste Ludovic Louis[37]
- 2009 : Confessions of a Parisian Soulvivor (Lickshot - Wagram)
- 2002 : Soul Influences (Barclay)

### Titres

#### En Lead
- 2023:Qui de nous deux(Music4media/Space Party)
- 2023 : Ativio song for G - Stefan Filey (Soulvivor)
- 2021: 11'22 for Marvin - Stefan Filey, un Concept Track en hommage aux 50 ans du What's going on de Marvin Gaye[27]
- 2013 : You turnin’ me on - Stefan Filey, générique de la sérié télévisée La Croisière sur TF1
- 2011 : Time to party - Stefan Filey, B.O. du film La vérité si je mens ! 3
- 2011 : Pose ton gun - Stefan Filey, album mixtape Armageddon de Joey Starr
- 2005 : So much love - Stefan Filey, B.O. film On va s’aimer
- 2001 : Faux espoirs - Stefan Filey, compilation Nu Soul Spirit (Barclay)

#### En featuring
- 2018 : Little wing - Joon Switon feat Stefan Filey, album Voodoo Children
- 2017 : Chanjé Dèmen - Stéphane Castry feat Stefan Filey et Simone Lagrand, album Basstry Therapy

En 2013 : 
- Moi non plus - Nakk Mendosa feat. Stefan Filey, E.P. Supernova
- Le chant des oubliés - Layone feat. Stefan Filey[38]

En 2011 :
- Back in the day - Soulkast feat. Talib Kweli & Stefan Filey, album Honoris Causa
- On s’en sortira - Nakk Mendosa feat. Stefan Filey, album Le monde est mon pays
- Love in America - Jeremy De Coste feat. Stefan Filey

En 2010 :
- Drama Queen - Inna Modja feat. Stefan Filey, album Every day is a New World
- D’autres fois  - Chyco Simeon feat. Stefan Filey, album Ozanam
- 2008 : Au bon vieux temps - Sat L’artificier feat. Stefan Filey, album Second Souffle
- 2007 : Hip Hop - tu te rappelles - Le K.Fear et Fredo feat. Stefan Filey
- 2006 : Rien à changer - La Brigade feat. Stefan Filey, album Un esprit libre ne meurt jamais
- 1999 : Si loin de toi - Pit Baccardi feat. Stefan Filey

### Réalisations et Compositions
- 2023: Comment on s'aime. Album C'est drôle la vie de Christophe Maé.
- 2021: Rebirth de Ludovic Louis
- 2009 : Musique Originale du court métrage De bon matin de Xavier Mauranne
- 2006 : Titre Prisonnier du sort de Matt Houston, album Phoenix 2006
- 2005 : Album Entre deux Je de Kayna Samet (Barclay-Universal)
- 2002 : Titre Destinée Booba Feat. Kayna Samet in Temps mort (45 Scientific) avec le groupe Sweetness
- 2000 : J’aimerais qu’elle t’accompagne, compilation R’N’B (Sony)
- 2000 : Les feuilles mortes, compilation L’Hip-Hopée  (Virgin)
- 1998 : Soyons prêts / Get ready (Commando BMG)
- 1997 : Avec toi (Commando BMG)
- 1994 : Pourquoi (Carmen Productions)

### Doublage
- 2006 : The Wild : voix additionnelles